# Sherco

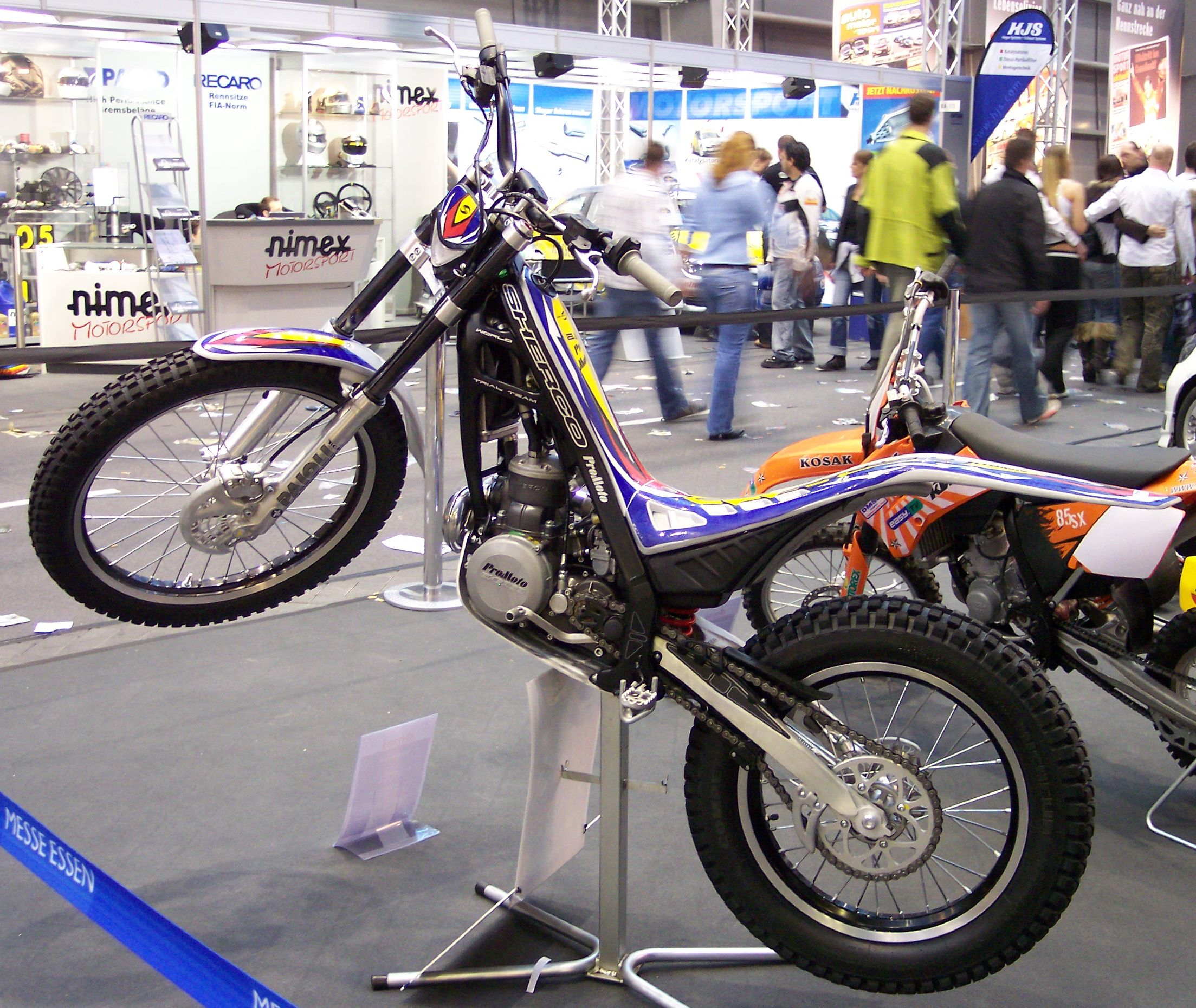
A Sherco Trial 2.9 l EMS

A Sherco é uma companhia motociclística francesa e espanhola, especializada em moto trial, off road, de enduro e supermotos. 

## História
A companhia foi fundada em 1998.